# ريمون لوران
ريمون لوران (بالفرنسية: Raymond Ferdinand Laurent)‏ (و. 1917 – 2005 م) هو عالم حيواني، وعالم زواحف من بلجيكا .
توفي عن عمر يناهز 88 عاماً.